# Schloss Friedrichstein (Neuwied)

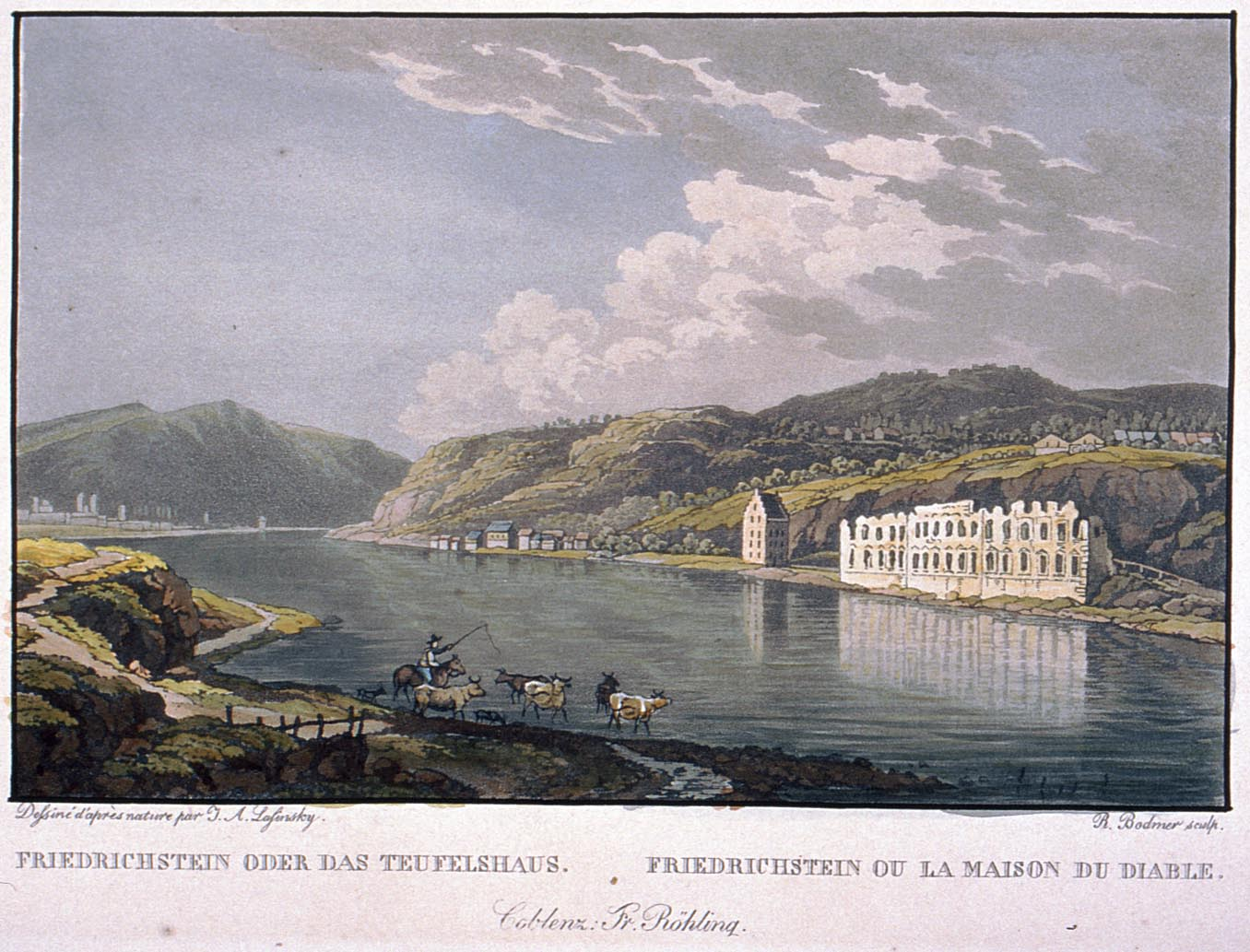
Schloss Friedrichstein

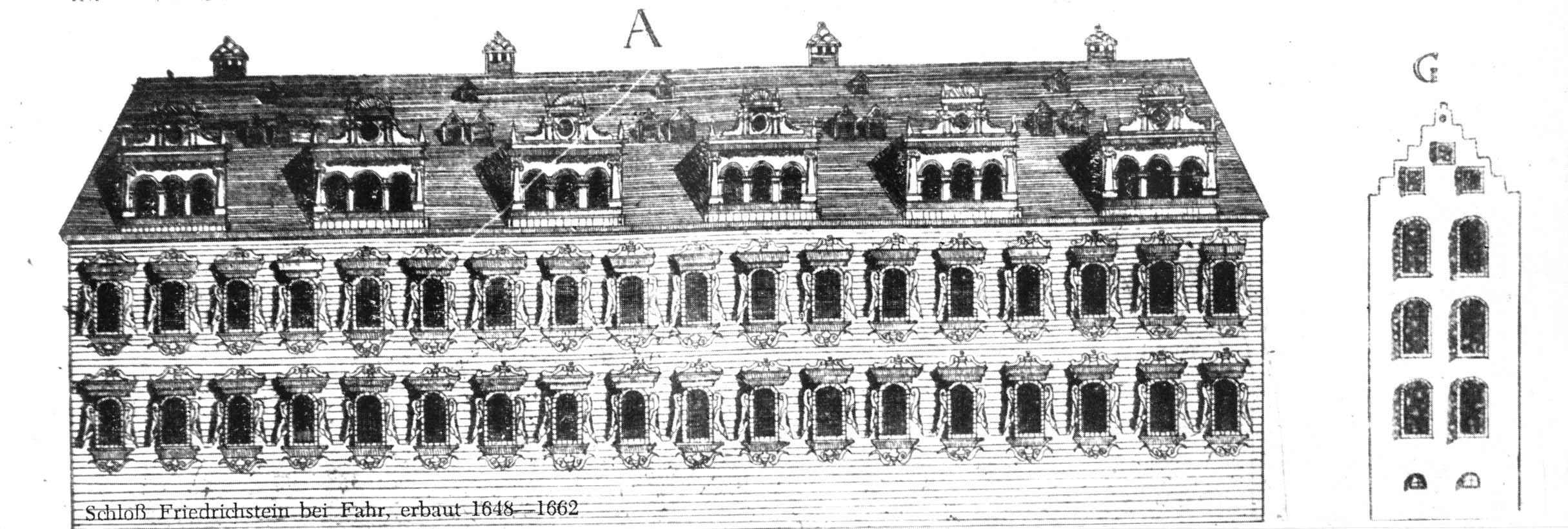
Frontansicht

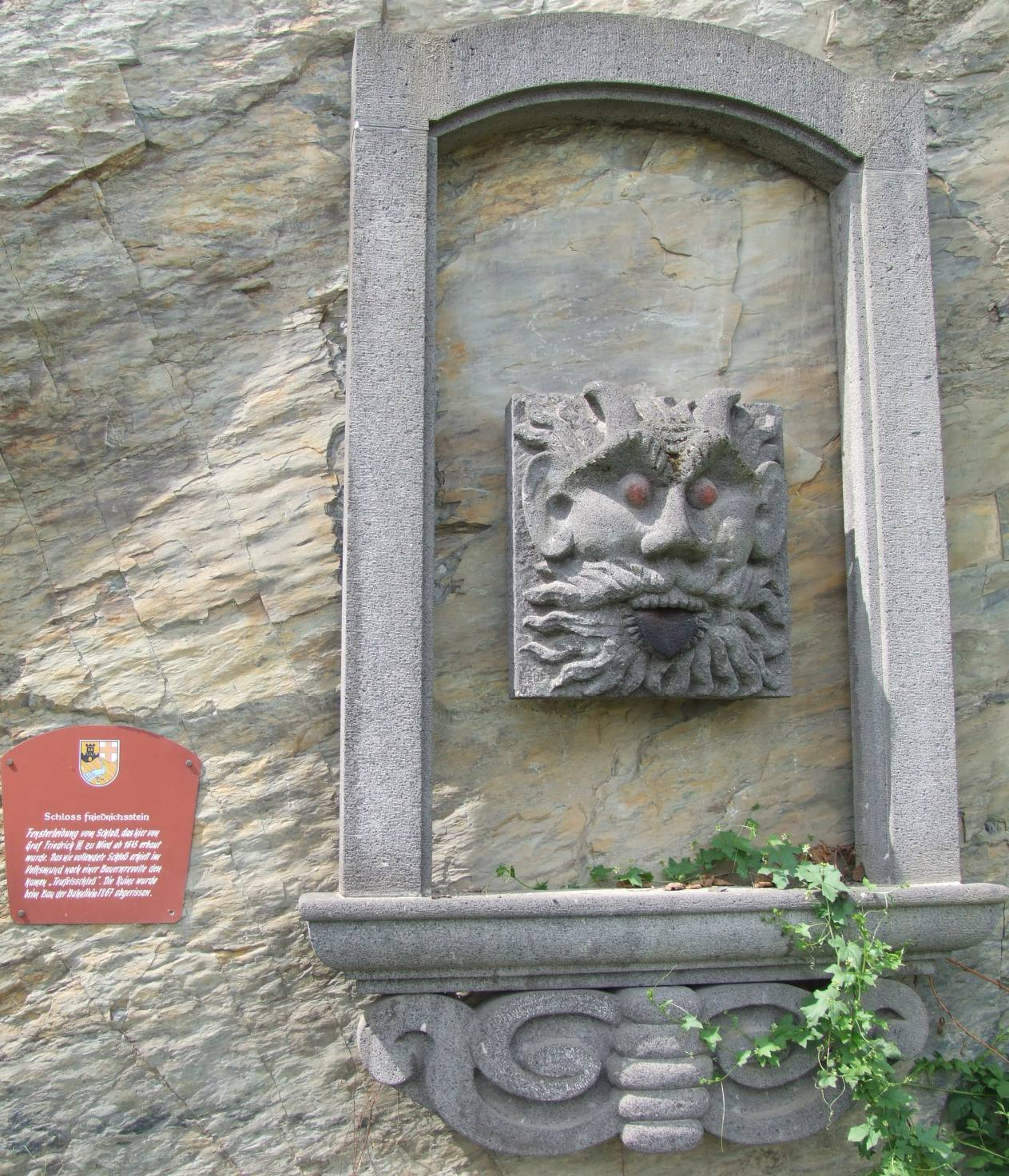
Gedenkstein am Ortseingang von Fahr

Das Schloss Friedrichstein ist ein verschwundenes Schloss in Neuwied. Die Bauarbeiten für das im heutigen Stadtteil Fahr direkt am Rhein gelegene Schloss begannen 1645/46, also noch vor der Gründung der Stadt Neuwied. Bauherr war Graf Friedrich III. zu Wied.

## Bau
Zum Bau des Barockschlosses wurde die rheinaufwärts von Fahr gelegene Hohe Ley zum Teil gesprengt. Um 1646 wurde mit den Arbeiten an dem rund 80 Meter langen, aber verhältnismäßig schmalen Gebäude begonnen. Der zweistöckige Bau mit Mansarddach hatte 18 Achsen an der zum Rhein liegenden Front und zwei Achsen auf der Giebelseite. Die Steine für den Bau stammten aus naheliegenden Steinbrüchen.
Das Schloss diente nur zu Wohn- und Repräsentationszwecken. Die ersten Jahre residierte dort Graf Friedrich. Fast zeitgleich ließ er im jetzigen Schlosspark in Neuwied ein weiteres Schloss errichten. Dies führte zu einer finanziellen Notlage des Grafen und letztendlich zu einem Aufstand der leibeigenen Bauern, der als Wiedischer Bauernkrieg bekannt ist. 1663 wurden die Bauern auf einen Zeitraum von 100 Jahren zu jährlich 52 Frontagen verpflichtet und sie mussten für ihre bisherigen Rechte, wie Bucheckern sammeln oder Holz einschlagen, bezahlen. Daraufhin verfluchten die Bauern das Schloss und so bekam es den Namen Teufelsschloss. Ob das Schloss jemals fertiggestellt wurde, ist nicht überliefert.

## Geschichte
Da der Graf zu Wied Anfang des 18. Jahrhunderts in sein neues Schloss nach Neuwied umzog, suchte er einen anderen Verwendungszweck für dieses Gebäude. 1705 diente es als Lazarett für die Truppen des Herzogs von Marlborough. Von 1745 bis 1762 waren dort ein Zucht- und Armenhaus sowie eine Spinnerei mit Tuchweberei angesiedelt. Ab 1762 diente es einer Farbenfabrik zur Farbenherstellung, unter anderem dem Neuwieder Grün und Berliner Blau.
1780 wollte der Geheimrat von Stael das Gebäude kaufen und darin ein Ordenshaus für die Loge und die Verwaltung einer Witwenkasse für die Logenbrüder und eine Erziehungsanstalt für bedürftige Waisen einrichten. Um Geld für den Kauf zu erlangen, wurde eine Banque de Fortune gegründet, die im Volksmund den Namen Neuwieder Lotto erhielt und aus dem Schloss wurde ein Spielcasino, das auch in Frankreich sehr bekannt war. Dieses Unternehmen war 1781 bankrott.
Während des Ersten Koalitionskriegs war das Haus eine französische Garnison. Um 1800 hatte sich eine Falschmünzerei dort eingerichtet, um die sich eine sagenhafte Geschichte rankt.
1806 wurde das Dach eingerissen und das Schloss dem Verfall preisgegeben. Seit diesem Zeitpunkt hieß es Cäsars Ruine, da angeblich ein Kammermitglied des Fürsten namens Cäsar das Material verkaufte, um die Stadtkasse aufzufüllen. Weitere Namen für das Schloss waren Teufelshaus, weil es darin spuken sollte, und Hohleiche, da an dieser Stelle früher eine Gerichtseiche gestanden hatte. Im Zuge des Baus der rechten Rheinstrecke wurde die Ruine 1868 gesprengt. Heute erinnert nur noch ein Fenstergesims an einem Felsen an das Schloss.
Im Befreiungskrieg setzten am 1. Januar 1814 mehrere tausend Soldaten an der Ruine Friedrichstein über den Rhein.